# 豊田アキヒロ
豊田 アキヒロ（とよだ アキヒロ）は、日本の漫画家。愛知県名古屋市出身、愛知県在住。別名義にトイシキ。
可愛らしい絵柄とキャラクター達の織り成すゆるいボケボケな日常が作風。

## 作品リスト

### 連載中
- おひとり女子高生が憑依されました（まんがタイムジャンボ、「トイシキ」名義）

### 過去作品
- 麓破羅学園オカルト部 はラたま（コミックバーズ、全1巻）
- かノいち（コミックバーズ）
- りばぁす!（コミックエール!、読切）
- みすスパ（GIGA69）
- てんたま。（まんがホーム）
- ゆとりの手もかりたい（まんがホーム）
- クロてん（コミックフラッパー、既刊1巻）
- ちっこいんちょ（まんがタイムジャンボ、2話目より「トイシキ」名義、全3巻）
- でっかいんちょ（まんがタイムジャンボ、「トイシキ」名義、全3巻）
- バイトる駅長ちゃん（釣りコミック増刊 COMIC鉄ちゃん、「トイシキ」名義）
- 血風忍法帖コスメチックバイオレンス（コミック戦国マガジン、Vol.1とVol.3に掲載）